# حزب الديمقراطية والاشتراكية / متبا
حزب الديمقراطية والاشتراكية / متبا (بالفرنسية: Parti pour la démocratie et le socialisme/Metba)‏ هو حزب سياسي في بوركينا فاسو. تأسس الحزب في 31 مارس 2012 من خلال اندماج حزب الديمقراطية والاشتراكية بزعامة حماة أربا ديالو، وحزب الاستقلال الأفريقي لفيليب ويدراوغو ورابطة المواطنين للبناة التي يرأسها الدكتور جان ماري سانو وفاسو متبا برئاسة إتيان تراوري. في المؤتمر التأسيسي للحزب، انتُخب حماة أربا ديالو رئيسًا للحزب، وإتيان تراوري وجان ماري سانو نائبين للرئيس، وإبراهيما كوني إيه يو وبليز سوم (أستاذ بجامعة واغادوغو) أمينين عامين.